# سيتي هاوس
سيتي هاوس هي ناطحة سحاب في منطقة ويستند سود في ولاية فرانكفورت الألمانية، ومكونة من 42 طابقا بارتفاع 142 مترا  (466 قدم)، وتم بنائه من عام 1971 إلى عام 1974 ، وشارك في تصميمه المهندسين المعماريين يوهانس كران وريتشارد هيل، وها هو اليوم جزء من المقر الرئيسي لبنك DZ.